# Ylodes reuteri
Ylodes reuteri är en nattsländeart som först beskrevs av Mclachlan 1880.  Ylodes reuteri ingår i släktet Ylodes och familjen långhornssländor. Enligt den finländska rödlistan är arten nära hotad i Finland. Arten är reproducerande i Sverige. Artens livsmiljö är Östersjön.

## Underarter
Arten delas in i följande underarter:
- Y. r. turkestanicus
- Y. r. zeitounensis